# 오쿠보 다다쓰네
오쿠보 다다쓰네(일본어: 大久保忠常, 1580년 ~ 1611년 11월 14일)는 아즈치모모야마 시대부터 에도 시대 전기까지의 무장, 다이묘이다. 무사시 기사이 번 초대 번주를 지냈다. 통칭은 신주로(新十郎). 관위는 종5위하 가가노카미.
오다와라번주 오쿠보 다다치카의 장남이다. 정실은 오쿠다이라 노부마사의 딸이며 장모는 도쿠가와 이에야스의 장녀 가메히메이다. 자식은 다다모토, 가타기리 사다마사의 정실, 혼다 시게요시의 정실, 사토미 다다요시의 정실 등이 있다.
| 전임 (마쓰다이라 야스시게) | 제1대 기사이 번 번주 (오쿠보가) 1601년 ~ 1611년 | 후임 오쿠보 다다모토 |